# Riama raneyi
Espèce
Synonymes
- Proctoporus raneyi Kizirian, 1996

Riama raneyi est une espèce de sauriens de la famille des Gymnophthalmidae.

## Répartition
Cette espèce est endémique d'Équateur. Elle se rencontre entre 2 000 et 2 910 m d'altitude.

## Étymologie
Cette espèce est nommée en l'honneur de Richard H. Raney.

## Publication originale
- Kizirian, 1996 : A review of Ecuadorian Proctoporus (Squamata: Gymnophthalmidae) with descriptions of nine new species. Herpetological Monographs, vol. 10, p. 85-155.